# サンダークロスII
『サンダークロスII』(THUNDER CROSS II)は、コナミ（後のコナミアミューズメント）より1991年に発売されたアーケードゲーム。ジャンルは横スクロールシューティングゲーム。『サンダークロス』の続編。
家庭用版は2021年にアーケードアーカイブスの1作品としてPlayStation 4版とNintendo Switch版が配信。
本作は、前作『サンダークロス』（以下『I』と表記）において殲滅したはずの敵を再び倒すことが目的となる。「O」と書かれたアイテムを取得することによりオプションが自機の上下に2つずつ（合計4つ）装着できること、そのオプションをボタン操作で間隔を自由に変えられるの『I』のシステムを踏襲しているが、本作ではオプションと自機を重ね合わせることが可能となった。
本作のプレイヤーの機体は1P（ブルーサンダー2）と2P（レッドサンダー2）とでは、連射速度が異なり2Pの方が高め。またデザインも異なっており、垂直尾翼の位置と枚数が異なる。1P側の機体はコックピット部分の後ろに1枚、2P側の機体は左右の補助エンジン部分に2枚付いている。

## パワーアップ
前作と同じだが、武器の使い勝手が細かい部分で異なっている。

### レギュラー装備
O（オプション）
自機と同じ攻撃をするオプションを4個まで付けることができる。ミス後のパワーアップアイテムはOが優先して出るようになっている。『I』と異なり、オプションを最も自機に近付けた状態にしてからオプション開閉ボタンを連打することで徐々に自機とオプションが重なり出し、完全に重ねることができる。これにより5機分のショットを一点に集中することができる。完全に自機と重なった状態で更にオプションボタンを押すとオプションは元の位置に戻る。
S（スピードアップ）
自機の移動速度を上げる。
N（ノーマル）
今回追加されたもので、ノーマルショットの威力上昇版。取得することで他のパワーアップ同様に弾速が強化される。
V（バルカン）
連射機能が付き、強化されると連射速度が上がる。前作と同じく1発の威力は弱い。
B（ブーメランショット）
敵や壁に当たると跳ね返る。前作では最終面以外の殆ど局面で使うことができたが、本作では威力が弱まっており、使用頻度は落ちた。
T（ツインレーザー）
前方と後方に同時に攻撃可能。Iと同じく3段階目に敵を貫通。

### スペシャル武器
いずれも弾数制限は10発。ミスをするか使い切るとなくなる。
F（火炎放射、フレイム）
前作と異なり、火の鳥型の火炎弾を発射する。発射された火の鳥は自機の上下移動に連動して軌道が変化する。
インストラクションカード上ではファイヤーバードとも記載されている。
L（マクロレーザー）
太いレーザーを発射できる。
C（クラッシュショット）
射出後、一定距離で爆風が広範囲に及ぶ。爆裂弾自体は爆発距離に到達するまで貫通性能を持ち、内側に収束するような軌道を取る。
インストラクションカード上ではクラッシュナパームとも記載されている。
スペシャル武器を装備している間にアイテムを落とす敵を倒すと、パワーアップアイテムが最初の一瞬のみ「？」になり、取ると6,000点のボーナスとなる。

## ステージ構成
全7ステージ。Ⅰと同じく、最終面や2周目からのコンティニューは不可。2周目は敵キャラの耐久力が2倍になり、ループするごとに、耐久力が1ずつ上がっていく上に敵弾のスピードが上がっていく。また、『パロディウスだ！』に採用された「タイマー難易度」システムを今作に採用しており、自機がミスするまでの生存時間に合わせて、敵キャラの耐久力が上昇する。自機がミスすると敵キャラの耐久力が若干下がる。
| 1 |                                                      |
| 海上で空中戦。1と同じく、ステージ1で最強の状態にすることも可能。ボスも1のステージ1ボスの改造版となっている。 |                                                      |
| ボス | EGGERD ROID（エッガードロイド）                      |
| 使用曲 | ステージ：Air Battle→ボス：Evil Eye                  |
| 2 |                                                      |
| 序盤に分岐があり、上は1のステージ6（溶岩ステージ）とよく似ている洞窟、下は機械要塞を進むことになる。ボスは近づいた後に攻撃して部品を剥がしてしまうと、最終形態で敵の攻撃を避け難くなる。                                                            |                                                      |
| ボス | RAGAMUFFIN（ラガムフィン）                           |
| 使用曲 | ステージ：Kartus-Part2→ボス：Theme of Ragamuffin     |
| 3 |                                                      |
| 宇宙要塞。かなり長いステージで、中ボスも3種類いる。敵の攻撃もこのステージから激しさを増す。ボスはレーザーを発射して、第二形態では画面を覆い尽くすほど巨大になる。                                                                                   |                                                      |
| ボス | REDCRAW MONSTER（レッドクロー・モンスター）          |
| 使用曲 | ステージ：Heavy Metal Bomber→ボス：Dark Force        |
| 4 |                                                      |
| 廃工場。蒸気を噴出すパイプや破壊できないミサイルを撃ってくる砲台、固い上に自機に突っ込んでくる敵や破壊すると破片を撒き散らす敵などトリッキーな敵が多い。全ステージで唯一、中ボスは登場せずステージ自体も比較的短い。またボスも唯一、第2形態がない。 |                                                      |
| ボス | DINOSAUR JUNIOR（ダイナソアJr．）                    |
| 使用曲 | ステージ：DOG FIGHT III→ボス：Theme of Dinosaur Jr.  |
| 5 |                                                      |
| 大型戦艦。中ボスの艦橋を破壊して内部を進む。ステージは一番短い。ボスはシリンダーを稼働させて、弾を多数発射する。 |                                                      |
| ボス | BROOKRANS,WORKS（ブルックランズ・ワークス）          |
| 使用曲 | ステージ：Battles of Battleship→ボス：Evil Eye       |
| 6 |                                                      |
| 前半は洞窟を進むが、敵の数、弾が共に多い。後半は小隕石が漂っている中、太いレーザーを避けながら進む。レーザーは隕石に当たるとその部分のみ遮られる。レーザーの来る場所、順番は決まっておりパターン化が可能。ボスも太いレーザーを発射してくる。        |                                                      |
| ボス | LAZE,ZOGUYLUM（ラゼ・ゾギルム）                      |
| 使用曲 | ステージ：Star Light→ボス：Dark Force                |
| 7 |                                                      |
| 最終要塞。1と同じく後ろから来る敵が多いので、ツインレーザーを装備するのが鉄則。最終ボスは、反射レーザーは軌道が決まっているが、ボスが放出する飛び回る敵は破壊可能でも、撃つ度に速度が速くなり、動きがランダムである。                               |                                                      |
| ボス | SPROUTS LAYBER（スプラウツ・レイバー）               |
| 使用曲 | ステージ：At The Front→ボス：Theme of Sprouts Layber |

## 音楽
本作の音楽はコナミ矩形波倶楽部のメタルユーキ（斎藤幹雄）が担当している。効果音はメタルユーキがテクモ在籍時代に担当した『雷牙』からの流用が多い。曲も本作のステージ2の曲「Kartus Part2」が『雷牙』3面の曲「Kartus」、本作のステージ4の曲「Dog Fight III」が『スーパースターフォース 時空暦の秘密』0316年・0001年の曲「Dog Fight」、『雷牙』5面の曲「Dog Fight II」のそれぞれアレンジとなっている（正確にはリアレンジではなく、「曲のコンセプトが一緒なので、同タイトルにナンバリングした」とのこと）。本作のBGMを収録したCD『KONAMI GAME MUSIC COLLECTION VOL.4』ライナーノーツでは、「グラディウスシリーズを重戦車に例えるならばサンダークロスはスポーティ・カーにあたるので違いを出した。またボスの曲に前作のイメージを取り入れた。」などと書いている。

## 移植版
| No. | タイトル         | 発売日        | 対応機種                      | 開発元 | 発売元     | メディア                              | 備考                                     |
| --- | ---------------- | ------------- | ----------------------------- | ------ | ---------- | ------------------------------------- | ---------------------------------------- |
| 1   | サンダークロスII | 2021年4月28日 | PlayStation 4 Nintendo Switch | コナミ | ハムスター | ダウンロード (アーケードアーカイブス) | こだわり設定により、2P単機で開始も可能。 |

## 反響・評価
『XEXEX』と同時期のリリースであるが、当時は『ユーズド・ゲームズ』その他で後に「シューティングゲーム冬の時代」と評された、格闘ゲーム全盛期にあたる時期だったため、あまりヒットはしなかった。
Game Watchの鴫原盛之は、本作の音楽について、軽快な音楽が多かった前作から一転して、ハードロックが中心だったと述べている。
また、鴫原は個性的なボスキャラクターや、ラスボス接近を知らせるBGMの導入といった点についても評価している。

## 関連作品
- スペースマンボウ - 前作の移植作として企画されたが、都合上ほぼ別システムになったMSX2版シューティング。当ゲームのボスの攻撃が一部、本作に流用された。
- セクシーパロディウス - 本作の1面BGM"Air Battle = THUNDER CROSS II"の一部がスペシャルステージBGMとして用いられている。さらに同ステージのボス「セクシー成人」が本作4面のボス「Dinosaur Jr.」と酷似した攻撃をしてくる。
- オトメディウスG - ダウンロードコンテンツの1つであるBGM集「エモン・5パック」にて本作の一部のBGMがアレンジされて使用されているほか、メタルユーキもアレンジャーとして参加している。